# Flemingia nilgheriensis
Flemingia nilgheriensis là một loài thực vật có hoa trong họ Đậu. Loài này được (Baker) T.Cooke miêu tả khoa học đầu tiên.